# کیوالینا (آلاسکا)
کیوالینا (به انگلیسی: Kivalina) شهری در بخش نورث‌وست آرکتیک ایالت آلاسکا است که جمعیت آن در سرشماری سال ۲۰۰۰ میلادی ۳۷۷ نفر بوده‌است.